# Royaume de Pagaruyung
1347–1833
Entités précédentes :
- Dharmasraya

Entités suivantes :
- Indes orientales néerlandaises

Pagaruyung, parfois écrit Pagarruyung (avec deux « r ») était, aux XVIIe et XVIIIe siècles, la capitale du royaume des Minangkabau de l'ouest de Sumatra en Indonésie. 
Aujourd'hui, Pagaruyung est un village proche de la ville de Batusangkar, en Indonésie.

## Histoire
La tradition attribue au roi Adityawarman la fondation du premier royaume des Minangkabau. Adityawarman a régné dans le centre de Sumatra entre 1347 et 1375. Son royaume contrôlait le commerce de l'or, exploité en amont du fleuve Batang Hari et exporté par l'estuaire situé sur la côte orientale de l'île. Son nom nous est connu par des prasasti (inscriptions sur pierre) et quelques statues trouvées entre autres à Bukit Gombak, une montagne proche du village actuel de Pagaruyung. On pense que le palais royal était situé à cet emplacement.
Toutefois, les inscriptions sont en malais et en sanscrit, et non en langue minangkabau. Un long silence épigraphique suit cette période.
En 1684, Tomas Dias, l'ambassadeur de la Compagnie néerlandaise des Indes orientales, écrit que la ville de Pagaruyung a une population de 8 000 habitants. Ses habitants travaillent principalement dans le commerce de l'or et l'agriculture.
Lors de la guerre des Padri, la majeure partie de la famille royale de Pagaruyung est massacrée sur ordre du Tuanku Lintau, un des dirigeants religieux musulmans qui dénoncent les mœurs et traditions minangkabau.
Les Anglais contrôlent la côte ouest de Sumatra de 1795 à 1819.

## Réplique du palais
En 1976, un bâtiment a été construit pour représenter le palais de Pagaruyung. Il s'agissait d'un musée et d'une attraction touristique. Il était construit dans le style architectural Minangkabau, mais avec de nombreux éléments atypiques, par exemple d'avoir 3 étages. Le palais a été détruit par un incendie le 27 février 2007.

## Galerie

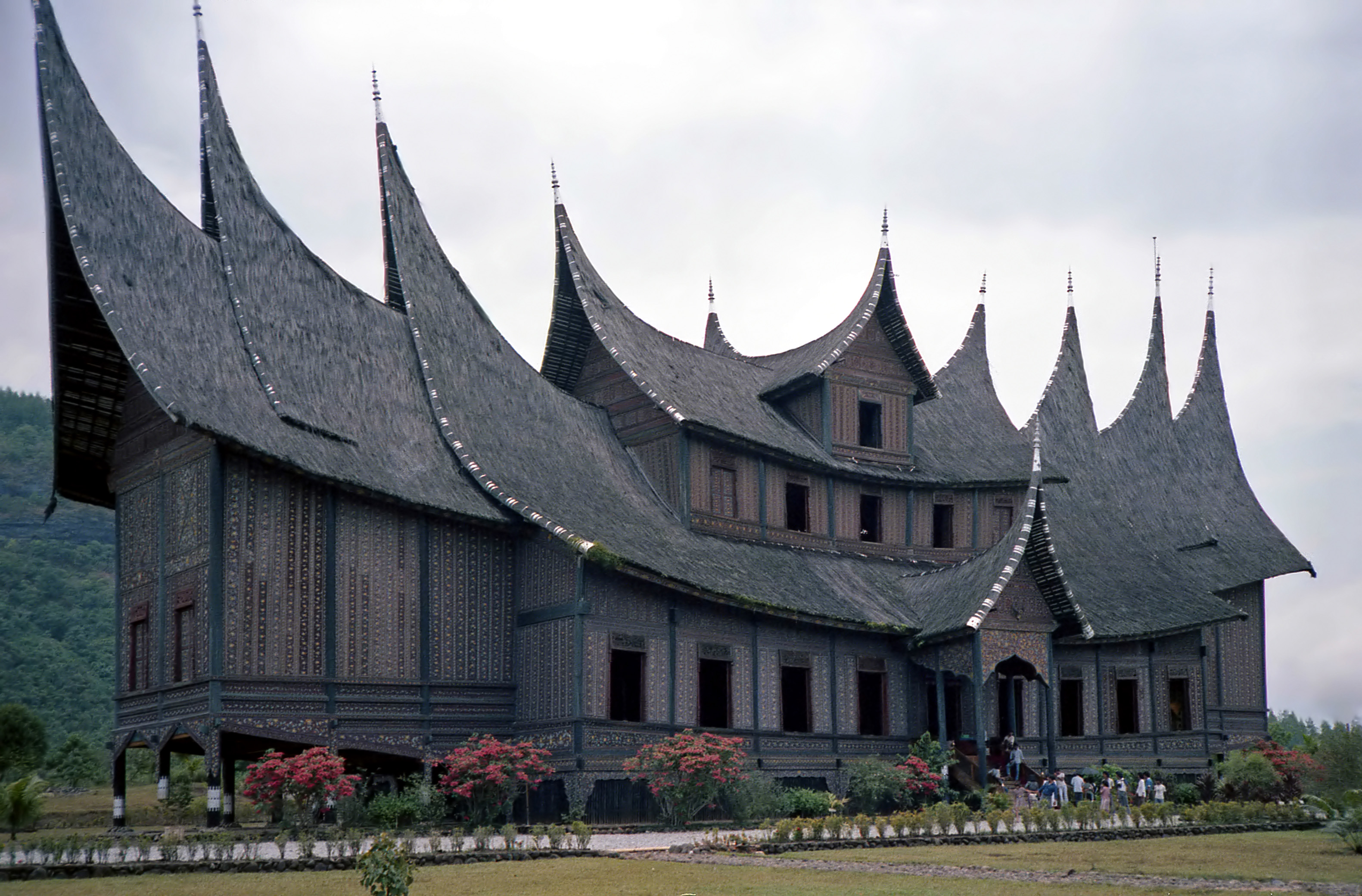
Le palais de Pagaruyung, avant sa destruction par un incendie en février 2007.
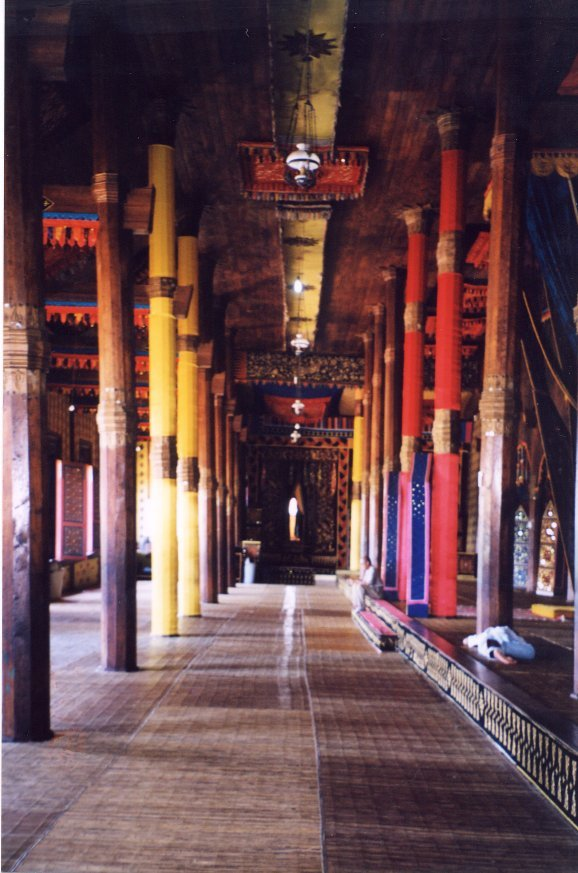
Intérieur du palais
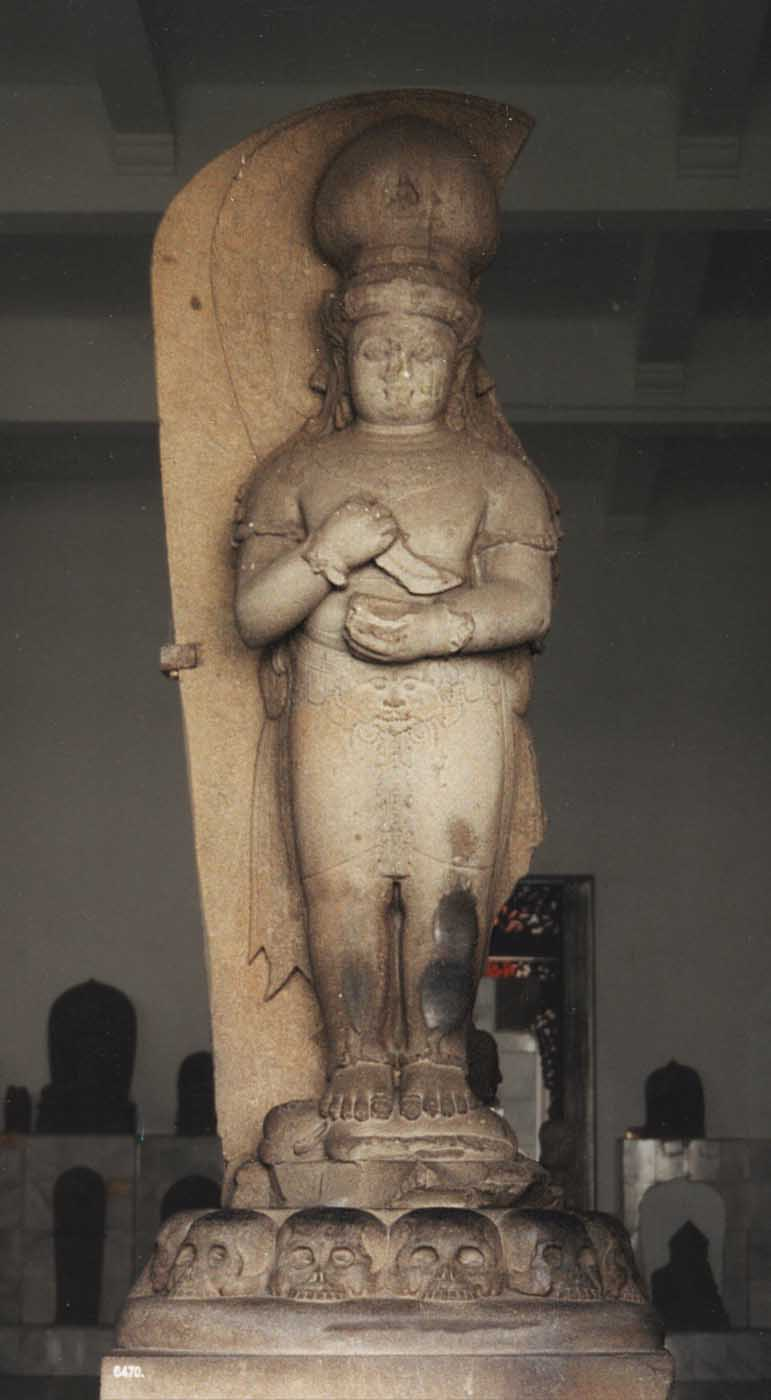
Statue d'Adityawarman au Musée National d'Indonésie
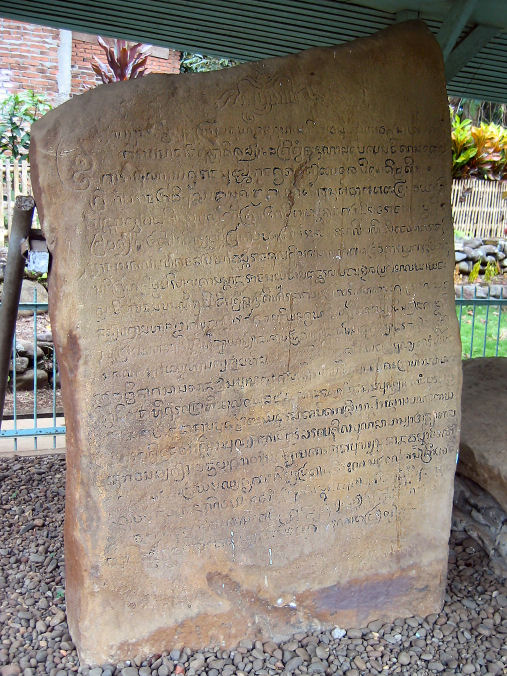
Prasasti dite « de Bukit Gombak I » mentionnant le nom d'Adityawarman